# Franz Attorner
Franz Attorner (* 2. September 1856 in Grünburg; † nach 1901) war ein oberösterreichischer Maler und Restaurator.

## Leben und Wirken
Franz Attorner, Sohn eines Steyrer Finanzbeamten, besuchte die k.k. Staats-Oberrealsschule in Steyr und danach von 1873 bis 1883 die k.k. Akademie der bildenden Künste in Wien. Seine Lehrer waren Christian Griepenkerl, Josef Mathias Trenkwald, Karl von Blaas und Carl Wurzinger. Für das Jahr 1877 bekam er vom Oberösterreichischen Landtag 200 Gulden Subvention zugesprochen.
Er lebte in Ottensheim und wurde mit künstlerischen Arbeiten meist gemeinsam mit anderen Künstlern beauftragt. Er war in Ottensheim für den Altarbauer Josef Kepplinger tätig, für den er die Altarbilder malte.

## Werke
- 1878: Der gekreuzigte Heiland, Gemälde ausgestellt in der Permanenten Ausstellung in Steyr[4]
- 1881: Gemeinschaftsausstellung bei der Gewerblichen Ausstellung in Steyr[5]
- 1882: Befundung von Fresken aus dem 15. Jahrhundert in der Filialkirche zu Niederhofen[6] im Gemeindegebiet von Stainach-Pürgg
- 1891/1992: Ausführung der Wandgemälde im Treppenhaus des Francisco Carolinums in Linz nach seinen eigenen Entwürfen, die als Aquarelle vorliegen. Es handelt sich um vier Lünettenbilder, die die Viertel des Landes ob der Enns in allegorischen Szenen darstellen.[7]
- 1895: Die Wandmalereien im Inneren der Privatkapelle von Kardinal Jakob Missia in Laibach stammen zur Gänze von Franz Attorner. Die Fresken zeigen Szenen aus dem Leben Christi und aus der Leidensgeschichte. Neben den Heiligen Johann Baptist und Franz von Assisi erscheinen auch die Namenspatrone des Bischofs und seiner Eltern. Auch die Wandmalereien im Bischofspalast zu Görz stammen von Franz Attorner.[8]
- 1901: Mitwirkung an der Innengestaltung der St. Antoniuskirche in Favoriten[9]